# Vajda Julianna

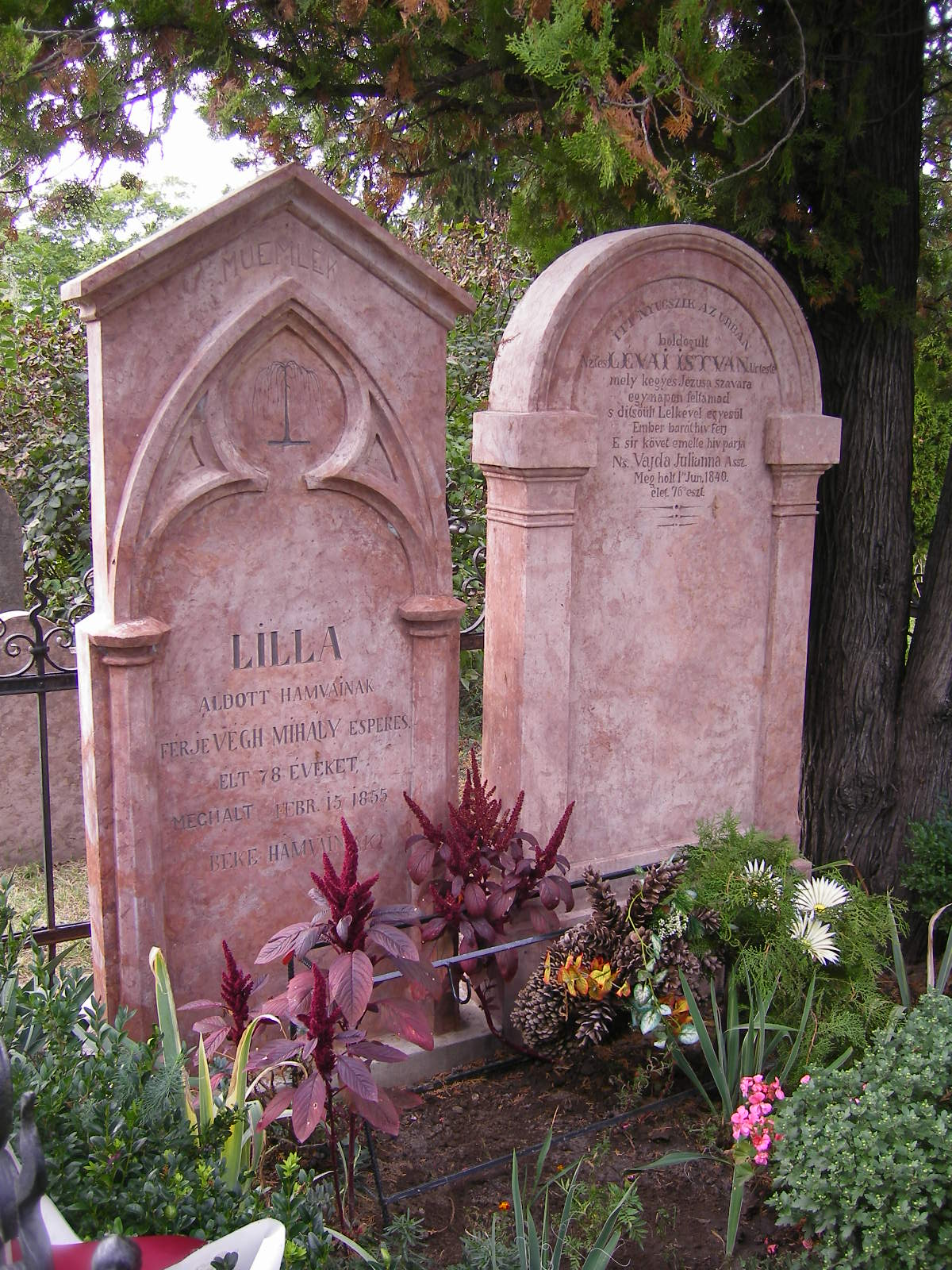
Vajda Julianna síremléke a dunaalmási temetőben

Vajda Julianna, a források gyakran Lilla néven említik; (Ekel, 1779. október 26. – Dunaalmás, 1855. február 15.) Csokonai Vitéz Mihály nagy szerelme, a híres Lilla-dalok ihletője.

## Élete
Vajda Pál komáromi kereskedő leánya, akivel Csokonai 1797 tavaszán, dunántúli utazása során ismerkedett meg. Nem volt egészen közömbös a költő iránt, de megunván a várakozást az állás után járó Csokonaira, 1798 márciusában férjhez ment egy Lévai István nevű gazdag dunaalmási kereskedőhöz. Amikor első férje 1840-ben meghalt, másodszor is férjhez ment, Végh Mihály református lelkipásztorral kötött házasságot. 1855. február 15-én halt meg, 75 éves korában. Sírja a dunaalmási temetőben található.

## Emlékezete
- Kemény Egon - Gál György Sándor - Erdődy János: „Komáromi farsang” (1957) Rádiódaljáték 2 részben. Főszereplők: Csokonai Vitéz Mihály – Ilosfalvy Róbert és Zenthe Ferenc, Lilla (Vajda Julianna) – Házy Erzsébet és Korompai Vali. Szereplők: Deák Sándor, Gönczöl János, Molnár Miklós, Berky Lili, Bilicsi Tivadar, Szabó Ernő, Hlatky László, Fekete Pál, Lehoczky Éva, Kishegyi Árpád, Völcsey Rózsi, Gózon Gyula, Rózsahegyi Kálmán és mások. Zenei rendező: Ruitner Sándor. Rendező: László Endre. A Magyar Rádió Szimfonikus Zenekarát Lehel György vezényelte.